# Болгери
Болгери (на италиански: Bolgheri) е част (frazione) в община Кастането Кардучи, в регион Тоскана, провинция Ливорно в Италия.
Болгери се намира северно от главното селище Кастането Кардучи и на северния край на Колине Металифере. Защитената територия Оази ди Болгери приндлежи към неговата територия.

## История
Името на селището е на българите, които са стационирани там за подкрепа на лангобардите. Дотогава мястото е известно като Sala del Duca Allone.
За пръв път мястото е споменато писмено като Булгари Каструм на 20 ноември 1075 г. в един документ на папа Григорий VII за епископа на Популония. През 13 век фамилията Делла Герардеска поема владението на града. През Средновековието селището често е жертва на войните за владението в Италия. През 1393 г. е завладяно и разрушено от войската от Флоренция и през 1496 г. от Максимилиан I. След това числото на жителите до средата на 18 век е около 100 жители. До 1835 г. жителите се увеличават шест пъти (635 жители). Между тях е и фамилията на поета Джозуе Кардучи, която живее там от 1838 г. През 1970-те години селището е отличено като винарска територия от списанието Decanter.

## Забележителности
- Castello di Bologheri, от 1158 г. и от 13 век дворец, собственост на фамилията Делла Герардеска
- Chiesa di Sant’Antonio, църква от 1686 г.
- Chiesa dei Santi Giacomo e Cristoforo, църква
- Chiesa di San Sebastiano, църква
- San Guido, Ораториум и църква от 1703 г. на Виа Аурелия
- Torre di Donoratico, кула на замък Castello di Donoratico, разрушена 1433

- Santi Giacomo e Cristoforo
- Chiesetta di Sant'Antonio
- Oratorio di San Guido
- Bolgheri station